# Триль
Триль (хорв. Trilj, итал. Treglia, лат. Pons Tiluri) — город в Сплитско-Далматинской жупании Хорватии, центр одноимённой общины. В общину, помимо самого Триля, входит ещё 25 населённых пунктов.
Город находится на юго-востоке Синьского поля у подножия горы Камешницы, на реке Цетине. Для Триля характерен субсредиземноморский климат. В районе Триля обнаружено большое количество археологических находок.

## Экономика
Основная часть населения занята в сфере услуг и обслуживания туристов. Во время войны в городе функционировал завод по производству ручных гранат, который до войны специализировался на пластмассовых изделиях.